# Alpine Journal
O Alpine Journal, literalmente o Jornal Alpino,  é uma edição anual do Clube alpino inglês e a mais antiga  publicação mundial dedicada ao alpinismo.
A primeira tiragem teve lugar a 2 de Março de 1863, foi editado pela Longmans de Londres e tinha Hereford Brooke George como editor-chefe. Na realidade veio substituir e já existente Peaks, Passes, and Glaciers que tinha aparecido em 1858.
O Alpine Journal fornecia "tal como se vinham a efectuar "todas as notícias relacionas com o alpinismo que na Europa e nomeadamente nos Alpes que havia começado com a idade de ouro do alpinismo, e com as grandes conquistas e ascensões no Himalaia, Andes, etc.
Desde 2010 há um jornal em linha  que apresenta artigos que foram publicados nos últimos  40 anos - «The Alpine Club site» (em inglês)

## Editores célebres
- Leslie Stephen (1868–1872)
- Douglas Freshfield (1872–1880)
- John Percy Farrar (1920–1926)
- Edward Lisle Strutt (1927–1937)
- T. Graham Brown (1949–1953)